# Karl Ferdinand Dräxler
Karl Ferdinand Dräxler, född den 17 juni 1806 i Lemberg, död den 31 december 1879 i Darmstadt, var en österrikisk skald, som även skrev under pseudonymerna Manfred och Dräxler-Manfred.
Dräxler var från 1845 dramaturg vid hovteatern i Darmstadt. Bland hans många berättelser och dikter kan nämnas Gedichte (1839; 4:e upplagan 1861) samt Freud und Leid (1858).